# Estadio Nacional de Fútbol de Maldivas
El Estadio Nacional de Fútbol de Maldivas o bien Estadio Rasmee Dhandu (en dhivehi: ގަލޮޅު ރަސްމީ ދަނޑު) es un estadio de usos múltiples en Malé, la capital de Maldivas. Se utiliza sobre todo para los partidos de fútbol de la Liga Dhivehi, la Copa FAM y partidos de la Selección Nacional. El estadio tiene capacidad para 13.000 espectadores.
El espacio fue renovado para mejorar ciertas instalaciones que incluyen equipos para los medios de comunicación previstos para la Copa Desafío de la AFC 2014 ocasión en que fue rebautizado como Estadio Nacional de Fútbol.